# اسکالات (شهر)
شهر اسکالات (به روسی: Скалат) در استان ترنوپیل در کشور اوکراین واقع شده‌است. جمعیت این شهر ۳,۸۱۴ نفر (۲۰۲۱ تخمینی) است.